# Czapolai Imre
Czapolai Imre (Szabadszállás, 1937. július 20. –Budapest, 2025. június 22.) magyar mérnök, feltaláló, író, fotó- és grafikusművész.

## Életútja
1952 és 1954 között a szegedi MH 600-as Ipari Tanuló Iskolában tanult, mint elektroműszerész. 1954 és 1958 között a budapesti Kandó Kálmán Híradásipari Technikum esti tagozatán szerzett technikusi képesítést.
Szakmai pályafutását 1954-ben kezdte.
Felsőfokú tanulmányait a Budapesti Műszaki Egyetem Villamosmérnöki Karának Híradástechnikai szakán végezte levelező tagozaton, ahol 1965-ben szerzett villamosmérnöki oklevelet.
Diplomájának megszerzése után a MÁV Vasúti Főosztály Rádió Laboratóriumában helyezkedett el. 1961 és 1969 között az MTA Központi Fizikai Kutató Intézetében dolgozott, ahol kozmikus sugárzáshoz és magfizikai mérőrendszerekhez tervezett elektronikus egységeket. 1969-től az MTA Kutatási Eszközöket Kivitelező Vállalatánál nagy érzékenységű kompenzográf és koordinátaíró berendezést tervezett.
Ezt követően a Villamos Energetikai Kutató Intézet ben tudományos munkatársként erőművi automatikák, majd az MVM részére készülő villamos energia távszámláló nagyberendezés témavezetője és tervezője volt. 1972 és 1975 között a Medicor Műveknél hordozható orvosi diagnosztikai moduláris rendszer fejlesztését vezette. 1975-től a Méréstechnikai Központi Kutató Laborban környezetvédelmi rendszerek fejlesztésén dolgozott tudományos munkatársként.
Pályája későbbi szakaszában a Vízügyi Tudományos Kutató Intézetben, majd a Vízgazdálkodási Intézetben tudományos főmunkatársként országos államigazgatási informatikai rendszerek és nagyhálózatok témafelelőseként tevékenykedett. 1980-tól információs rendszer kutató menedzserként és tanácsadóként dolgozott. Emellett oktatói tevékenységet is folytatott egyetemeken és főiskolákon.

### Szakmai pályafutása
Czapolai Imre szakmai pályafutása során a mérnöki tudományok és a közigazgatási informatika területén egyaránt maradandót alkotott. Karrierje kezdetén, 1958-ban a MÁV számára tervezett tranzisztoros pályatelefont, amely mind műszaki tartalmában, mind formatervében újításnak számított, és sorozatgyártásba került.
Az 1970-es években több jelentős projekten dolgozott. 1973-ban a Medicor Műveknél vezető tervezőként és know-how tulajdonosként egy hordozható moduláris orvos diagnosztikai táskát fejlesztett, amelyet aztán egy évtizeden át tizenegy különböző változatban gyártottak. 1976-ban két fontos publikációja jelent meg: az Elektrotechnikai folyóiratban (4-6. szám) Léder Józseffel és Nemoda Lászlóval közösen írt egy villamos energia távszámláló berendezésről (célszámítógépről), amelynek témavezető tervezője volt. Ez a rendszer később 25 évig működött az MVM-ben. Ugyanebben az évben a Mérés és Automatika folyóirat 8. számában a digitális berendezések zajproblémáiról értekezett.
1977-től három éven át a Mérnöki Továbbképző Intézetben tartott előadásokat a digitális berendezések építés technológiai problémáiról, olyan neves szakemberekkel együttműködve, mint Dr. Tarnay Kálmán, Tarcza Éva és Zakariás Gábor.
Az 1980-as évek végén Czapolai figyelme a közigazgatási informatika felé fordult. 1988-ban az Államigazgatási Szervezési Intézetnél (amely később Magyar Közigazgatási Intézetté alakult) több fontos tanulmányt készített. Ezek között szerepelt egy alapozó tanulmány és felmérés a kábeltelevízió közigazgatási alkalmazásáról, valamint egy módszertani anyag a helyi televíziók választási tevékenységéhez, amelynek kutatásvezetője volt. Ugyanebben az évben témavezetőként irányította „A helyi televíziók szerepe a választásokban” című, később országos vitára bocsátott tanulmányok elkészítését, amelyekben dr. Szombathy Zoltán, a Kecskeméti helyi televízió alapítója, és Kecskés Sándor, a Miskolci helyi televízió munkatársa voltak a szerzők.
Szintén 1988-ban készített tanulmányt a telematika közigazgatási alkalmazásáról, beleértve a videotext, telefax, teletext és többfunkciós eszközök használatát. 1989-ben kidolgozta a közigazgatási teleinformatika tárgykörének és fejlesztési koncepciójának vázlatát, valamint egy vitaanyagot készített „Néhány gondolat bonyolultabb rendszerek informatikájához egy egyszerű heurisztikus modell felhasználásával” címmel.

### Oktatói tevékenysége
Czapolai Imre aktívan részt vett a mérnöki továbbképzésben is. 1977-től három éven át a Mérnöki Továbbképző Intézetben tartott előadássorozatot a digitális berendezések építés technológiai problémáiról, neves szakemberekkel együttműködve.

### Művészeti tevékenysége

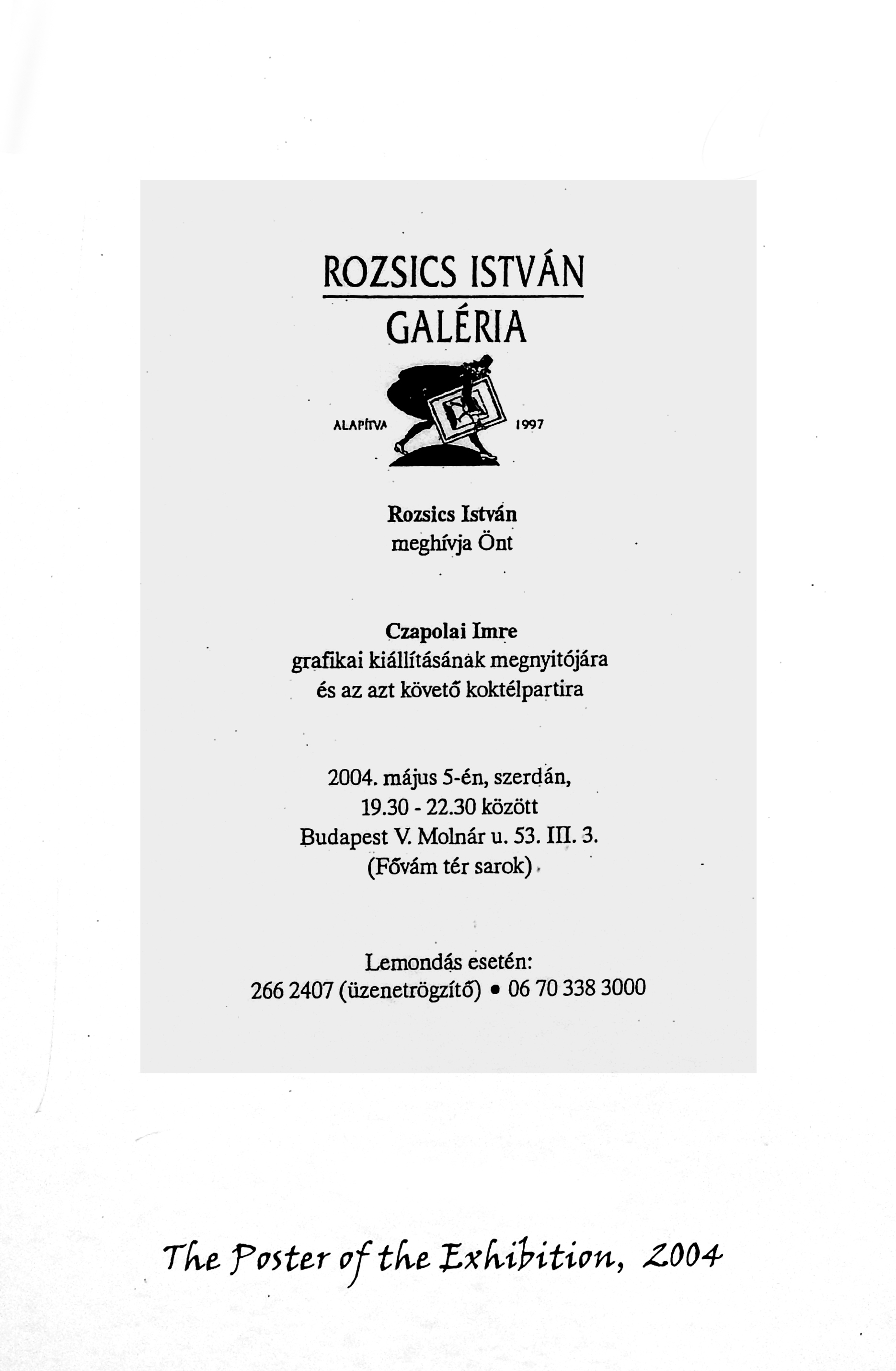
Meghívó Czapolai Imre kiállítására a Rozsics Galériában, 2004

Czapolai Imre több évtizede foglalkozik írással, grafikával és fotózással. Művészeti alkotásaival sikeres kiállítói tevékenységet folytat. Munkáit többek között a Rozsics Galériában is bemutatták 2004-ben.

### Elismerései
2015-ben vette át a Budapesti Műszaki Egyetem aranydiplomáját 40 éves szakmai munkássága elismeréseként.

### Irodalmi tevékenysége
Czapolai Imre nem csak mérnöki és kutatói tevékenységéről ismert, hanem művészeti alkotásairól is. Több könyvet jelentetett meg magánkiadásban:
- Czapolai Imre: Novellák, versek, interjúk, képek (Magánkiadás)
- Czapolai Imre: Szakmai tevékenysége (Magánkiadás)
- Czapolai Imre: Rajzok, vázlatok (Magánkiadás, kiadás éve 2000 körül)

### Publikációk és médiaszereplések
Czapolai Imre neve számos szakmai és kulturális kiadványban jelent meg. Szakmai publikációi főként az 1970-es években jelentek meg az Elektrotechnika című folyóiratban, ahol társszerzőkkel együtt írt a villamos energia távszámláló berendezésről és más mérnöki témákról.
Az 1980-as években vízgazdálkodási és informatikai témákban publikált a Hidrológiai Közlönyben és a Magyar Vízgazdálkodás folyóiratban.
Későbbi években Czapolai neve kulturális és irodalmi kontextusban is feltűnt. Különösen figyelemre méltó a Mándy Ivánnal való kapcsolata, amelyről több interjú és visszaemlékezés is megjelent. 2014-ben a Hévíz folyóirat közölt egy beszélgetést Czapolai Imrével és lányával, Barbarával Mándy Ivánról. 2015-ben az Élet és Irodalom is közölt vele kapcsolatos visszaemlékezéseket.
Czapolai Imre művészeti tevékenysége is megjelent a sajtóban. A Magyar Szó 2012-es és 2013-as számaiban említik grafikai és festészeti munkáit.

### Publikációk
MAGYAR FIZIKAI FOLYÓIRAT – A MTA III. OSZTÁLYÁNAK FIZIKAI KÖZLEMÉNYEI 14. KÖTET (1966) 2. 14. kötet / 5. sz.
Elektrotechnika, 1974 (66. évfolyam, 1-12. szám) 3. 1974-04-01 / 4-6. szám
Elektrotechnika, 1974 (66. évfolyam, 1-12. szám) 4. 1974-04-01 / 4-6. szám
Elektrotechnika, 1974 (66. évfolyam, 1-12. szám) 5. 1974-04-01 / 4-6. szám
Elektrotechnika, 1974 (66. évfolyam, 1-12. szám) 6. 1974-04-01 / 4-6. szám
Elektrotechnika, 1974 (66. évfolyam, 1-12. szám) 7. 1974-04-01 / 4-6. szám
Üvegipar, 1974 (6. évfolyam, 1-12. szám) 8. 1974-06-01 / 6. szám
Elektrotechnika, 1974 (66. évfolyam, 1-12. szám) 9.
Hidrológiai Közlöny 1983 (63. évfolyam) 14. 9. szám
Magyar Vízgazdálkodás, 1983 (23. évfolyam, 1-8. szám) 15. 1983 / 2. szám
Jel-Kép, 1985 (4. szám) 16. MŰHELYEK, MÓDSZEREK
Élet és Irodalom, 2003. január-június (47. évfolyam, 1-26. szám) 17. 2003-03-28 / 13. szám
Magyar Szó, 2012. június (69. évfolyam, 124-149. szám) 18. 2012-06-30 / 149. szám
Magyar Szó, 2013. július (70. évfolyam, 149-175. szám) 19. 2013-07-09 / 156. szám
Hévíz, 2014 (22. évfolyam, 1-6. szám) 20. 2014 / 4-5. szám
Hévíz, 2014 (22. évfolyam, 1-6. szám) 21. 2014 / 4-5. szám
Élet és Irodalom, 2015. július-december (59. évfolyam, 27-52. szám) 22. 2015-10-22 / 43. szám
Élet és Irodalom, 2015. július-december (59. évfolyam, 27-52. szám) 23. 2015-12-11 / 50. szám
Hévíz, 2015 (23. évfolyam, 1-6. szám) 24. 2015 / 1. szám
Kalligram, 2018 (27. évfolyam, 1-12. szám) 25. 2018-07-01 / 7-8. szám
Elektrotechnika, 1974 (66. évfolyam, 1-12. szám) (Page 2)
Hidrológiai Közlöny 1983 (63. évfolyam) 14. 9. szám
Magyar Vízgazdálkodás, 1983 (23. évfolyam, 1-8. szám) 15. 1983 / 2. szám
Jel-Kép, 1985 (4. szám) 16. MŰHELYEK, MÓDSZEREK
Hévíz, 2014 (22. évfolyam, 1-6. szám)